# جون‌خانغای (اوفس)
شهرستان جون‌خانغای به زبان مغولی: Зүүнхангай сум، [Züünxangaj sum]؛ ᠵᠡᠭᠦᠨ ᠬᠠᠩᠭ᠋ᠠᠢ ᠰᠤᠮᠤ، [jegün qaŋɣai sumu]) یک شهرستان (سُوم) در مغولستان است که در استان اوفس واقع شده‌است.

## تقسیمات اداری
شهرستان جون‌خانغای متشکل از ۴ قصبه (باغ) می‌باشد، شامل:
- بایان‌غول (مغولی: Баянгол баг، [Bajangol bag]؛ ᠪᠠᠶᠠᠨ ᠭᠣᠤᠯ ᠪᠠᠭ، [bayan ɣoul baɣ])
- جارغالانت (مغولی: Жаргалант баг، [Žargalant bag]؛ ᠵᠢᠷᠭᠠᠯᠠᠩᠲᠤ ᠪᠠᠭ، [jirɣalaŋtu baɣ])
- خایرخان (مغولی: Хайрхан баг، [Xajrxan bag]؛ ᠬᠠᠶᠢᠷᠬᠠᠨ ᠪᠠᠭ، [qayirqan baɣ])
- دالان‌بلاغ (مغولی: Даланбулаг баг، [Dalanbulag bag]؛ ᠳᠠᠯᠠᠨ ᠪᠤᠯᠠᠭ ᠪᠠᠭ، [dalan bulaɣ baɣ])